# Князев, Иван Александрович (железнодорожник)
Иван Александрович Князев (1893—1937) — советский государственный деятель, занимал ряд ответственных постов в Народном комиссариате путей сообщения СССР. Фигурант Второго Московского процесса, расстрелян по приговору суда, реабилитирован посмертно.

## Биография
Иван Князев родился в 1893 году в Ярославской губернии в крестьянской семье. По национальности русский. В 1904—1908 годах обучался в Ярославском городском училище, а в 1911—1912 году — на механическом факультете политехникума. В 1912—1914 годах ездил в Германию, где изучал организацию железнодорожного хозяйства. В 1914 году, с началом Первой мировой войны, призван в царскую армию, до 1917 года служил старшим писарем. С 1917 года был членом союза железнодорожников. Поддержал Октябрьскую революцию, вступил в ВКП(б) и Красную Армию, в 1918 году был назначен комиссаром военных сообщений РККА, занимал этот пост до 1920 года.
В 1920 году Князев занял пост заместителя начальника управления эксплуатации НКПС, находился в этой должности до 1931 года. В 1934—1936 годах он руководил Южно-Уральской железной дорогой. В 1936 году был назначен заместителем начальника Центра управления движением НКПС. В 1929 году ездил в Японию, где изучал организацию тамошнего железнодорожного хозяйства.
В 1937 году Князев был арестован, и проходил одним из подсудимых по Второму Московскому процессу. В числе всех остальных подсудимых Иван Князев как японский шпион был приговорён к высшей мере наказания — смертной казни через расстрел. 1 февраля 1937 года приговор был приведён в исполнение. В 1963 году Князев был посмертно реабилитирован.